# Edward Iordănescu
Edward Iordănescu (Bucarest, 16 giugno 1978) è un allenatore di calcio ed ex calciatore rumeno, di ruolo centrocampista, tecnico del Legia Varsavia.
È figlio dell'ex calciatore e allenatore Anghel Iordănescu.

## Statistiche

### Statistiche da allenatore

#### Nazionale romena
Statistiche aggiornate al 2 luglio 2024.
| Squadra | Naz                | dal             | al            | Record | Record | Record | Record     | Record | Record | Record | Record |
| G       | V                  | N               | P             | GF     | GS     | DR     | % Vittorie |        |        |        |        |
| ------- | ------------------ | --------------- | ------------- | ------ | ------ | ------ | ---------- | ------ | ------ | ------ | ------ |
| Romania | Romania (bandiera) | 26 gennaio 2022 | 2 luglio 2024 | 28     | 10     | 10     | 8          | 37     | 28     | +9     | 35,71  |

#### Nazionale romena nel dettaglio
| 2022           | Romania        | UEFA Nations League 2022-2023 - Lega B | 4º nel Gruppo B, retrocesso in Lega C | 6  | 2  | 1  | 3 | 33,33 | 6  | 8  | -2  |
| 2023           | Romania        | Qual. Euro 2024                        | 1º nel Gruppo I, qualificato          | 10 | 6  | 4  | 0 | 60,00 | 16 | 5  | +11 |
| giu.-lug. 2024 | Romania        | Euro 2024                              | Ottavi di finale                      | 4  | 1  | 1  | 2 | 25,00 | 4  | 6  | -2  |
| Dal 2022       | Romania        | Amichevoli                             |                                       | 8  | 1  | 4  | 3 | 12,50 | 11 | 9  | +2  |
| Totale Romania | Totale Romania | Totale Romania                         | Totale Romania                        | 28 | 10 | 10 | 8 | 35,71 | 37 | 28 | +9  |

#### Panchine da commissario tecnico della nazionale romena
| Cronologia completa delle presenze e delle reti in nazionale ― Romania | Cronologia completa delle presenze e delle reti in nazionale ― Romania | Cronologia completa delle presenze e delle reti in nazionale ― Romania | Cronologia completa delle presenze e delle reti in nazionale ― Romania | Cronologia completa delle presenze e delle reti in nazionale ― Romania | Cronologia completa delle presenze e delle reti in nazionale ― Romania | Cronologia completa delle presenze e delle reti in nazionale ― Romania             | Cronologia completa delle presenze e delle reti in nazionale ― Romania |
| Data                                                                   | Città                                                                  | In casa                                                                | Risultato                                                              | Ospiti                                                                 | Competizione                                                           | Reti                                                                               | Note                                                                   |
| ---------------------------------------------------------------------- | ---------------------------------------------------------------------- | ---------------------------------------------------------------------- | ---------------------------------------------------------------------- | ---------------------------------------------------------------------- | ---------------------------------------------------------------------- | ---------------------------------------------------------------------------------- | ---------------------------------------------------------------------- |
| 25-3-2022                                                              | Bucarest                                                               | Romania                                                                | 0 – 1                                                                  | Grecia                                                                 | Amichevole                                                             | -                                                                                  | Cap: V.Chiriches                                                       |
| 29-3-2022                                                              | Netanya                                                                | Israele                                                                | 2 – 2                                                                  | Romania                                                                | Amichevole                                                             | Alexandru Cicaldau Dennis Man                                                      | Cap: V.Chiriches                                                       |
| 4-6-2022                                                               | Podgorica                                                              | Montenegro                                                             | 2 – 0                                                                  | Romania                                                                | UEFA Nations League 2022-2023 - Lega B                                 | -                                                                                  | Cap: V.Chiriches                                                       |
| 7-6-2022                                                               | Zenica                                                                 | Bosnia ed Erzegovina                                                   | 1 – 0                                                                  | Romania                                                                | UEFA Nations League 2022-2023 - Lega B                                 | -                                                                                  | Cap: V.Chiriches                                                       |
| 11-6-2022                                                              | Bucarest                                                               | Romania                                                                | 1 – 0                                                                  | Finlandia                                                              | UEFA Nations League 2022-2023 - Lega B                                 | Nicusor Bancu                                                                      | Cap: V.Chiriches                                                       |
| 14-6-2022                                                              | Bucarest                                                               | Romania                                                                | 0 – 3                                                                  | Montenegro                                                             | UEFA Nations League 2022-2023 - Lega B                                 | -                                                                                  | Cap: V.Chiriches                                                       |
| 23-9-2022                                                              | Helsinki                                                               | Finlandia                                                              | 1 – 1                                                                  | Romania                                                                | UEFA Nations League 2022-2023 - Lega B                                 | Florin Tanase                                                                      | Cap: R.Marin                                                           |
| 26-9-2022                                                              | Bucarest                                                               | Romania                                                                | 4 – 1                                                                  | Bosnia ed Erzegovina                                                   | UEFA Nations League 2022-2023 - Lega B                                 | Dennis Man 2 George Puscas Andrei Rațiu                                            | Cap: N.Stanciu                                                         |
| 17-11-2022                                                             | Cluj                                                                   | Romania                                                                | 1 – 2                                                                  | Slovenia                                                               | Amichevole                                                             | Denis Drăguș                                                                       | Cap: R.Marin                                                           |
| 20-11-2022                                                             | Chisinau                                                               | Moldavia                                                               | 0 – 5                                                                  | Romania                                                                | Amichevole                                                             | Olimpiu Moruțan Denis Drăguș Alexandru Cicaldau Daniel Paraschiv (rig.) Adrian Rus | Cap: A.Burca                                                           |
| 25-3-2023                                                              | Andorra la Vella                                                       | Andorra                                                                | 0 – 2                                                                  | Romania                                                                | Qual. Euro 2024                                                        | Dennis Man Denis Alibec                                                            | Cap: N.Stanciu                                                         |
| 28-3-2023                                                              | Bucarest                                                               | Romania                                                                | 2 – 1                                                                  | Bielorussia                                                            | Qual. Euro 2024                                                        | Nicolae Stanciu Andrei Burcă                                                       | Cap: N.Stanciu                                                         |
| 16-6-2023                                                              | Pristina                                                               | Kosovo                                                                 | 0 – 0                                                                  | Romania                                                                | Qual. Euro 2024                                                        | -                                                                                  | Cap: N.Stanciu                                                         |
| 19-6-2023                                                              | Lucerna                                                                | Svizzera                                                               | 2 – 2                                                                  | Romania                                                                | Qual. Euro 2024                                                        | 2 Valentin Mihăilă                                                                 | Cap: N.Stanciu                                                         |
| 9-9-2023                                                               | Bucarest                                                               | Romania                                                                | 1 – 1                                                                  | Israele                                                                | Qual. Euro 2024                                                        | Denis Alibec                                                                       | Cap: N.Stanciu                                                         |
| 12-9-2023                                                              | Bucarest                                                               | Romania                                                                | 2 – 0                                                                  | Kosovo                                                                 | Qual. Euro 2024                                                        | Nicolae Stanciu Valentin Mihăilă                                                   | Cap: N.Stanciu                                                         |
| 12-10-2023                                                             | Budapest                                                               | Bielorussia                                                            | 0 – 0                                                                  | Romania                                                                | Qual. Euro 2024                                                        | -                                                                                  | Cap: N.Stanciu                                                         |
| 15-10-2023                                                             | Bucarest                                                               | Romania                                                                | 4 – 0                                                                  | Andorra                                                                | Qual. Euro 2024                                                        | Nicolae Stanciu Ianis Hagi Razvan Marin (rig.) Florinel Coman                      | Cap: N.Stanciu                                                         |
| 18-11-2023                                                             | Felcsút                                                                | Israele                                                                | 1 – 2                                                                  | Romania                                                                | Qual. Euro 2024                                                        | George Puscas Ianis Hagi                                                           | Cap: N.Stanciu                                                         |
| 21-11-2023                                                             | Bucarest                                                               | Romania                                                                | 1 – 0                                                                  | Svizzera                                                               | Qual. Euro 2024                                                        | Denis Alibec                                                                       | Cap: N.Stanciu                                                         |
| 22-3-2024                                                              | Bucarest                                                               | Romania                                                                | 1 – 1                                                                  | Irlanda del Nord                                                       | Amichevole                                                             | Dennis Man                                                                         | Cap: N.Stanciu                                                         |
| 26-3-2024                                                              | Madrid                                                                 | Romania                                                                | 2 – 3                                                                  | Colombia                                                               | Amichevole                                                             | Ianis Hagi Florin Tanase                                                           | Cap: N.Stanciu                                                         |
| 4-6-2024                                                               | Bucarest                                                               | Romania                                                                | 0 – 0                                                                  | Bulgaria                                                               | Amichevole                                                             | -                                                                                  | Cap: N.Stanciu                                                         |
| 7-6-2024                                                               | Bucarest                                                               | Romania                                                                | 0 – 0                                                                  | Liechtenstein                                                          | Amichevole                                                             | -                                                                                  | Cap: I.Hagi                                                            |
| 17-6-2024                                                              | Monaco di Baviera                                                      | Romania                                                                | 3 – 0                                                                  | Ucraina                                                                | Euro 2024 - 1º turno                                                   | Nicolae Stanciu Razvan Marin Denis Drăguș                                          | Cap: N.Stanciu                                                         |
| 22-6-2024                                                              | Colonia                                                                | Belgio                                                                 | 2 – 0                                                                  | Romania                                                                | Euro 2024 - 1º turno                                                   | -                                                                                  | Cap: N.Stanciu                                                         |
| 26-6-2024                                                              | Francoforte sul Meno                                                   | Slovacchia                                                             | 1 – 1                                                                  | Romania                                                                | Euro 2024 - 1º turno                                                   | Razvan Marin (rig.)                                                                | Cap: N.Stanciu                                                         |
| 2-7-2024                                                               | Monaco di Baviera                                                      | Romania                                                                | 0 – 3                                                                  | Paesi Bassi                                                            | Euro 2024 - Ottavi di finale                                           | -                                                                                  | Cap: N.Stanciu                                                         |
| Totale                                                                 |                                                                        | Presenze                                                               | 28                                                                     |                                                                        | Reti                                                                   | 37                                                                                 |                                                                        |

## Palmarès

### Giocatore
- Campionato rumeno: 1

Steaua Bucarest: 1995-1996
- Coppa di Romania: 1

Steaua Bucarest: 1995-1996

### Allenatore
- Supercoppa di Romania: 2

CFR Cluj: 2018, 2020
- Campionato rumeno: 1

CFR Cluj: 2020-2021
- Supercoppa di Polonia: 1

Legia Varsavia: 2025